# I’m Not a Girl, Not Yet a Woman
I’m Not a Girl, Not Yet a Woman ist ein Lied der US-amerikanischen Sängerin Britney Spears aus ihrem dritten Studioalbum Britney. Es wurde von Max Martin und Rami geschrieben und produziert. Die Sängerin Dido schrieb ebenfalls am Text mit. Das Lied wurde am 18. Februar 2002 durch Jive Records veröffentlicht. In den Vereinigten Staaten und in Kanada diente es als zweite Single des Albums, international als dritte Single.
Das Lied handelt von der Zeit im Leben, in der sich ein Mädchen zu einer Frau entwickelt. Spears sang das Lied während ihrer Dream Within a Dream Tour und in mehreren TV-Shows.

## Hintergrund
Anfang 2001 entwickelten Spears und ihr Team ein Drehbuch für einen Film, in dem die Sängerin die Hauptrolle spielen sollte. Nach Abschluss des Skripts wurde der Titel Crossroads für den Film gewählt. Der Titel des Liedes lässt sich jedoch aus dem Arbeitstitel und dem in Deutschland beworbenen Filmtitel Not a Girl ableiten. Nachdem Jive Records einen Soundtrack für den Film abgelehnt hatte, entschied Spears, das Lied für ihr drittes Album Britney zu verwenden.

## Musikvideo
Die dazugehörige Musikvideo wurde von Wayne Isham gedreht. Isham wollte Spears "in der Natur" zeigen, daher wurde das Video komplett im Freien gefilmt, keine der Szenen wurde vor Greenscreens gedreht. Das Video besteht hauptsächlich aus Szenen, die Spears am Rand einer Klippe zeigen. Drehort waren der Lake Powell und der Antelope Canyon im US-Bundesstaat Arizona.

## Kommerzieller Erfolg

### Chartplatzierungen
| ChartsChartplatzierungen     | Höchstplatzierung | Wochen |
| ---------------------------- | ----------------- | ------ |
| Deutschland (GfK)            | 10 (15 Wo.)       | 15     |
| Österreich (Ö3)              | 3 (17 Wo.)        | 17     |
| Schweiz (IFPI)               | 16 (21 Wo.)       | 21     |
| Vereinigtes Königreich (OCC) | 2 (11 Wo.)        | 11     |

| ChartsJahrescharts (2002) | Platzierung |
| ------------------------- | ----------- |
| Deutschland (GfK)         | 71          |
| Österreich (Ö3)           | 35          |
| Schweiz (IFPI)            | 91          |

### Auszeichnungen für Musikverkäufe
| Land/Region                  | Auszeichnungen für Musikverkäufe (Land/Region, Auszeichnung, Verkäufe) | Verkäufe |
| ---------------------------- | ---------------------------------------------------------------------- | -------- |
| Australien (ARIA)            | Gold                                                                   | 35.000   |
| Vereinigtes Königreich (BPI) | Silber                                                                 | 200.000  |
| Insgesamt                    | 1× Silber · 1× Gold ·                                                  | 235.000  |

Hauptartikel: Britney Spears/Auszeichnungen für Musikverkäufe